# Loxosceles jamaica
Loxosceles jamaica là một loài nhện trong họ Sicariidae.
Loài này thuộc chi Loxosceles. Loxosceles jamaica được miêu tả năm 1983 bởi Gertsch & Ennik.